# 塔沃爾山
塔沃爾山，又譯為他泊山（和合本）、大博爾山（思高本）、塔博爾山（英語：Mount Tabor），是位於以色列北部加利利地區的山峰，處於加利利海以西18公里，海拔高度575米。传统上认为，該山是《新約聖經》記載耶穌顯聖容的地方。